# Chiesa di San Pietro della Ienca
La chiesa di San Pietro della Ienca, attualmente nota come santuario di papa Giovanni Paolo II, è un edificio religioso situato nell'omonimo borgo, a poca distanza da Assergi e nel territorio comunale dell'Aquila. È nota per essere stata luogo di preghiera di papa Giovanni Paolo II, di cui custodisce una reliquia, ed è meta di pellegrinaggio.

## Storia
Le notizie storiche riguardo alla chiesa sono scarne; probabilmente l'attuale edificio è ciò che rimane di un più vasto complesso monastico che, nel Medioevo, costituiva il nucleo principale di San Pietro della Ienca. La Ienca — citata anche come Jenca o Genca — partecipò nel XIII secolo alla fondazione dell'Aquila, ricevendo un locale nel quarto di Santa Maria dove edificò la chiesa dei Santi Pietro e Niccolò. Dallo stemma del borgo — due chiavi di san Pietro incrociate e legate da una banda rossa in campo giallo — si arriva a presumere che l'intitolazione dello stesso (e quindi della chiesa) fosse dedicata a san Pietro apostolo e non a san Pietro Celestino, come pure è stato storicamente ipotizzato.
L'ascesa dell'Aquila fece decadere il borgo e la chiesa di San Pietro della Ienca che, già nel XV secolo risultavano diruti. Nei secoli successivi la chiesa venne ricompresa nella parrocchia di Camarda.
Nel XX secolo il borgo venne poi scoperto da papa Giovanni Paolo II che vi si ritirò almeno tre volte, sia in veste ufficiale sia privata, tra gli Ottanta e Novanta, incentivandone a più riprese il recupero ed il restauro, poi eseguito tra il 1995 ed il 1997 a cura della Soprintendenza. Alla chiesa venne donata da mons. Giovanni D’Ercole una reliquia ex-sanguine di Giovanni Paolo II, a simboleggiare la presenza del papa in questo luogo. Il 18 maggio 2011, con una solenne cerimonia presieduta dall'allora arcivescovo Giuseppe Molinari, la chiesa è stata eretta proprio a santuario, dedicato a Giovanni Paolo II.

## Descrizione

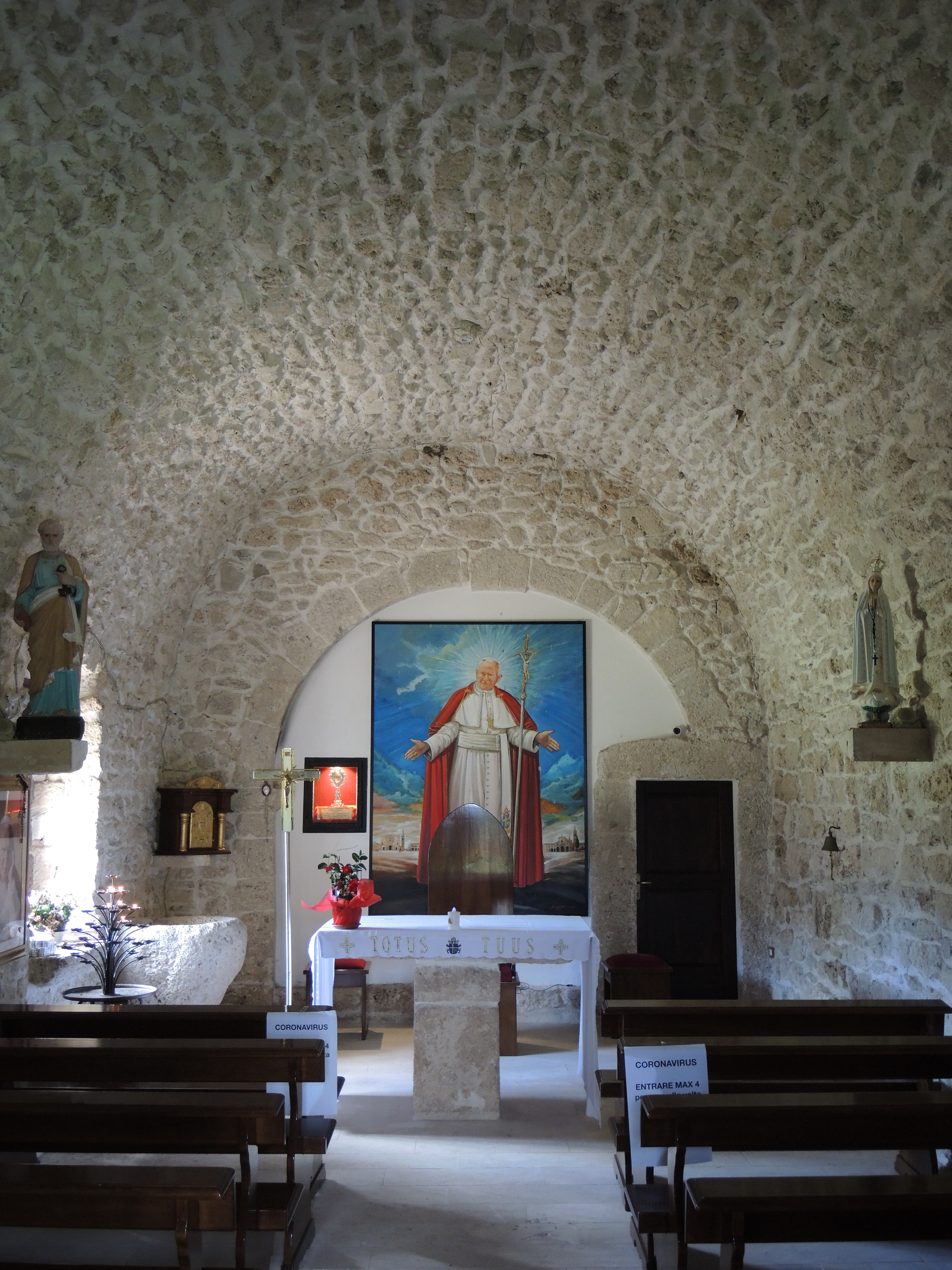
L'interno

Il santuario si trova all'interno del borgo a sua volta posto sulla strada provinciale 86 del Vasto, a circa 5 km da Assergi, 11 km da Paganica e 20 km dall'Aquila. Durante la stagione invernale la strada viene frequentemente chiusa al transito ed il santuario resta raggiungibile solamente a piedi.
Si compone di una struttura di dimensioni ridotte ed è caratterizzata da una facciata in conci di pietra irregolari, a coronamento orizzontale con cornice sommitale e frontone in muratura; il portale presenta in lunetta tracce d'affreschi. All'interno vi è un impianto ad aula unica, con volta a botte in pietrame. La parete di controfacciata presenta il San Cristofaro sorreggente il bambin Gesù, affresco di ignoto autore. Sulla parete di sinistra sono due bucature: una monofora e una finestra in stile gotico con arco ogivale che originariamente costituiva un portone laterale. Sul retro dell'altare si accede ad una sacrestia a due livelli.